# Garance (personnage de fiction)
Pour les articles homonymes, voir Garance.
Garance est un personnage de fiction, jouée par  la comédienne Arletty dans le film Les Enfants du paradis, réalisé par Marcel Carné en 1943 et 1944, et sorti en 1945. Elle est convoitée par Baptiste Deburau, Frédérick Lemaître, Pierre-François Lacenaire et le comte Edouard de Montray.

## Biographie
Claire, fille d'Irène, une enfant trouvée, que l'on nomme également Madame Reine, se fait nommer Garance, de son nom d'artiste. Sa mère était blanchisseuse, son père n'est pas évoqué.
Elle est née au début du XIXe siècle.
Artiste de rue, elle quitte au début du film son emploi dans la saynète nommée "la Vérité", qui se tient dans une tente sur estrade du boulevard du crime. Cet emploi consiste à apparaître nue, mais dans un tonneau de bois rempli d'eau, tournant sur lui-même, un miroir à la main, censée incarner la vérité. Elle indique à Lacenaire qu'elle vient de quitter cet emploi, les spectateurs n'étant plus dupes de la supercherie. Plus avant dans le film, elle indique qu'elle pose pour les peintres, "M. Ingres par exemple."

## Inspiration
C'est le scénariste et futur poète Jacques Prévert qui invente de toutes pièces le personnage de Garance, contrairement aux autres personnages principaux du long métrage, qui ont réellement existé. "Le rôle a été écrit spécialement pour Arletty"

## Sources
Sur Arletty
- Arletty, La Défense, Paris, Éditions de la Table ronde, 1971 (réimpr. Ramsay Poche Cinéma (ISBN 978-2841149155)), 240 p. .
- Denis Demonpion, Arletty, Paris, Flammarion, coll. « Cinéma & Spectacles », 1998, 480 p. (ISBN 978-2-08-066940-7, présentation en ligne)

Sur le film 
- Carole Aurouet, Les Enfants du paradis de Marcel Carné, éditions Gremese, 2022.
- Geneviève Sellier, « Les Enfants du paradis dans le cinéma de l'Occupation », 1895, revue d'histoire du cinéma, no 22,‎ 1997, p. 55-66 (lire en ligne)
- (en) Russell Ganim, « Prévert Reads Shakespeare : Lacenaire as Iago in Les Enfants du Paradis », Comparative Literature Studies, vol. 38, no 1,‎ 2001, p. 46-67 (DOI 10.1353/cls.2001.0002).
- Danièle Gasiglia-Laster, « Double jeu et 'je' double : la question de l'identité dans les scénarios de Jacques Prévert pour Marcel Carné », CinémAction, no 98, 1er trimestre 2001.
- Danièle Gasiglia-Laster, Les Enfants du Paradis et le XIXe siècle de Jacques Prévert, dans L'Invention du XIXe siècle / Le XIXe siècle au miroir du XXe, Klincksieck et Presses de la Sorbonne Nouvelle, 2002, p. 275-285.
- Présentation du film par Carole Aurouet, Les Enfants du paradis, Pathé DVD, 2006.
- Carole Aurouet, Le Cinéma dessiné de Jacques Prévert, Textuel, 2012.
- Les Enfants du paradis. Le scénario original de Jacques Prévert, Avant-propos de Carole Aurouet, Gallimard, 2012.
- Laurent Mannoni et Stéphanie Salmon (dir.), Les Enfants du paradis, catalogue d'exposition, Paris, Cinémathèque française, (24 octobre 2012 au 27 janvier 2013), coédition Les Éditions Xavier Barral, la Cinémathèque française et la Fondation Jérôme Seydoux-Pathé, 2012  (ISBN 2365110185)